# University Place (Washington)
University Place je grad u američkoj saveznoj državi Washington. Prema popisu stanovništva iz 2010. u njemu je živjelo 31.144 stanovnika.